# Cantone di Mélisey
Il Cantone di Mélisey è una divisione amministrativa dell'arrondissement di Lure.
A seguito della riforma approvata con decreto del 17 febbraio 2014, che ha avuto attuazione dopo le elezioni dipartimentali del 2015, è passato da 13 a 34 comuni.

## Composizione
I 13 comuni facenti parte prima della riforma del 2014 erano:
- Belfahy
- Belmont
- Belonchamp
- Écromagny
- Fresse
- Haut-du-Them-Château-Lambert
- La Lanterne-et-les-Armonts
- Mélisey
- Miellin
- Montessaux
- Saint-Barthélemy
- Servance
- Ternuay-Melay-et-Saint-Hilaire

Dal 2015 i comuni appartenenti al cantone sono i seguenti 34:
- Amage
- Amont-et-Effreney
- Belfahy
- Belmont
- Belonchamp
- Beulotte-Saint-Laurent
- Breuchotte
- La Bruyère
- La Corbière
- Corravillers
- Écromagny
- Esmoulières
- Faucogney-et-la-Mer
- Les Fessey
- Fresse
- Haut-du-Them-Château-Lambert
- Lantenot
- La Lanterne-et-les-Armonts
- La Longine
- Magnivray
- Mélisey
- Miellin
- La Montagne
- Montessaux
- La Proiselière-et-Langle
- Raddon-et-Chapendu
- Rignovelle
- La Rosière
- Saint-Barthélemy
- Saint-Bresson
- Sainte-Marie-en-Chanois
- Servance
- Ternuay-Melay-et-Saint-Hilaire
- La Voivre